# Słodków (gromada w powiecie kraśnickim)
Słodków (od 1 I 1970 Stróża) – dawna gromada, czyli najmniejsza jednostka podziału terytorialnego Polskiej Rzeczypospolitej Ludowej w latach 1954–1972.
Gromady, z gromadzkimi radami narodowymi (GRN) jako organami władzy najniższego stopnia na wsi, funkcjonowały od reformy reorganizującej administrację wiejską przeprowadzonej jesienią 1954 do momentu ich zniesienia z dniem 1 stycznia 1973, tym samym wypierając organizację gminną w latach 1954–1972.
Gromadę Słodków z siedzibą GRN w Słodkowie (obecnie są to trzy wsie: Słodków Pierwszy, Słodków Drugi i Słodków Trzeci) utworzono – jako jedną z 8759 gromad na obszarze Polski – w powiecie kraśnickim w woj. lubelskim na mocy uchwały nr 10 WRN w Lublinie z dnia 5 października 1954. W skład jednostki weszły obszary dotychczasowych gromad Karpiówka, Słodków I, Słodków II, Słodków III, Stróża wieś (bez obszaru lasu państwowego 60 ha, włączonego do Kraśnika) i Stróża kol. ze zniesionej gminy Brzozówka w tymże powiecie. Dla gromady ustalono 27 członków gromadzkiej rady narodowej.
1 stycznia 1970 gromadę Słodków zniesiono przez przeniesienie siedziby GRN ze Słodkowa do Stróży i zmianę nazwy jednostki na gromada Stróża.